# 约尔丹·米特科夫
约尔丹·米特科夫（1956年4月3日—），保加利亚男子举重运动员。他曾代表保加利亚参加1976年夏季奥林匹克运动会举重比赛，获得男子75公斤级金牌。